# Liste des maires de Mulhouse
Pour un article plus général, voir Mulhouse.
La succession des maires de Mulhouse est connue grâce au vaste tableau situé dans la salle du conseil de l'hôtel de ville qui contient les noms et armoiries de tous les bourgmestres et maires qui se sont succédé à la tête de la république, puis de la commune mulhousienne, depuis 1349.

## Les maires de Mulhouse, de 1798 à aujourd'hui

### De la Réunion à la France (1798) à la période allemande: la "fabricantocratie" protestante et libérale
- Pierre Thierry (président de la municipalité, 1798 - 1800)
- Michel Hofer (premier maire, décembre 1800 - mai 1807)
- Antoine Spoerlin (mai 1807 - mai 1811)
- Josué Koechlin (mai 1811 - septembre 1814)
- Jean-Henri Dollfus fils (septembre 1814 - 1815)
- Jean-Jacques Koechlin (1815)
- Mathieu Hofer (maire provisoire, juin 1815 - juill. 1816)
- Alexandre Moll (juill. 1816 - décembre 1819)
- Jean-Jacques Koechlin (décembre 1819 - avril 1821)
- Jean-Henri Dollfus fils (avril 1821 - juill. 1825)
- Armand Blanchard (juill. 1825 - juill. 1830)
- Sébastien Spoerlin (maire provisoire, juill. 1830 - septembre 1830)
- André Koechlin (septembre 1830 - avril 1832)
- André Baumgartner (maire provisoire, avril 1832 - août 1832)
- André Koechlin (août 1832 - mars 1843)
- Jean Georges Weiss (maire provisoire, mars 1843 - juill. 1843)
- Émile Dollfus (juill. 1843 - septembre 1848)
- Émile Koechlin (septembre 1848 - août 1852)
- Joseph Koechlin-Schlumberger (août 1852 - oct. 1863)
- Jean Dollfus (novembre 1863 - juill. 1869)
- Henri Bock (premier adjoint faisant fonction de maire, juill. 1869 - 1870)
- Auguste Dujardin (président de la commission municipale durant la guerre de 1870-71)
- Jean de Frédéric Schoen (maire provisoire, août 1871 - septembre 1872)
- Jean Mieg-Koechlin (septembre 1872 - mai 1887), dernier maire issu du grand patronat protestant mulhousien

### Sous l'Annexion: de l'administration allemande au triomphe des catholiques
- Karl Hack (1887-1901)
- Josué Wick (1901-1902) - Démocrate-socialiste
- Émile Kayser (1902-1908)
- Auguste Klug (1908-1913) - Parti catholique et centriste
- Alfred Wolff (1913-1914) - Parti catholique et centriste
- Joseph Cossmann (1914-1918) - Parti catholique et centriste

### Pendant l'Entre-deux-guerres: l'enracinement àgauche
- Alfred Wolff (1918-1919) (Commission municipale provisoire)
- Alfred Wolff (1919-1923) - Bloc républicain
- Emile Remy (1923-1925) - Bloc républicain
- Auguste Wicky (1925-1940) - SFIO, premier maire socialiste de Mulhouse

### Pendant laSeconde Guerre mondiale: sous l'occupationnazie
- Philippe Herbold (1940) - nommé par le chef de l'administration civile nazie
- Paul Maas (1940-1944) - nommé par le chef de l'administration civile nazie

### De laLibérationà nos jours: dusocialismeà la droite, en passant par lecentre gauche
| Nom | Nom                        | Nom                        | Début du mandat  | Fin du mandat     | Parti             | Notes |
| --- | -------------------------- | -------------------------- | ---------------- | ----------------- | ----------------- | --- |
|     | Auguste Wicky, (1873-1947) |                            | 28 novembre 1944 | 3 janvier 1947    | SFIO              | Tailleur, syndicaliste Conseiller général de Mulhouse-Sud (1919 → 1937 et 1945 → 1947) Réélu en octobre 1945, démissionnaire |
|     | Jean Wagner (1894-1956)    |                            | 3 janvier 1947   | 24 octobre 1947   | SFIO              | Journaliste Premier adjoint (1944 → 1947) Député du Haut-Rhin (1945 → 1955) |
|     | Lucien Gander (1884-1960)  |                            | 24 octobre 1947  | 5 mai 1953        | RPF               | Négociant en produits chimiques Sénateur du Haut-Rhin (1951 → 1952) Réélu en 1948 |
|     | Jean Wagner (1894-1956)    |                            | 5 mai 1953       | 16 septembre 1956 | SFIO              | Journaliste Député du Haut-Rhin (1945 → 1955) Décédé en fonction |
|     | Émile Muller (1915-1988)   |                            | 8 octobre 1956   | 5 janvier 1981    | SFIO PDS UDF-MDSF | Directeur-gérant d'imprimerie Adjoint au maire (1947 et 1953 → 1956) Membre du Parlement de la CEE (1973 → 1979) Député du Haut-Rhin (1958 → 1962 et 1973 → 1981) Conseiller général de Mulhouse-Nord (1958 → 1982) Vice-président du conseil général (1958 → 1964 et 1973 → 1982) Réélu en 1959, 1965, 1971 et 1977 Démissionnaire                                                       |
|     | Joseph Klifa (1931-2009)   |                            | 12 janvier 1981  | 24 mars 1989      | UDF-MDSF UDF-PSD  | Inspecteur central des télécommunications Adjoint au maire (1971 → 1981) Député du Haut-Rhin (1986 → 1988 et 1993 → 1997) Conseiller régional d'Alsace (1973 → 1986) Vice-président du SIVOM Réélu en 1983 |
|     | Jean-Marie Bockel (1950- ) | Photo de Jean-Marie Bockel | 24 mars 1989     | 21 mai 2010       | PS LGM            | Avocat Secrétaire d'État (1984 → 1986 et 2007 → 2010) Sénateur du Haut-Rhin (2004 → 2007 et 2010 → 2020) Député du Haut-Rhin (1981 → 1984, 1986 → 1993 et 1997 → 2002) Conseiller régional d'Alsace (1992) Conseiller général de Mulhouse-Nord (1982 → 1989 et 1995 → 1997) Président de la CAMSA (2001 → 2004) Président de M2A (2010 → 2017) Réélu en 1995, 2001 et 2008 Démissionnaire |
|     | Jean Rottner (1967- )      | Photo de Jean Rottner      | 21 mai 2010      | 20 octobre 2017   | UMP-LR            | Médecin Premier adjoint (2008 → 2010 et 2017 → 2022) Conseiller régional du Grand Est (2015 → 2022) Président de la région Grand Est (2017 → 2022) Vice-président de M2A (2010 → 2017) Suppléant de la députée Arlette Grosskost (2002 → 2012) Réélu en 2014, démissionnaire après son élection comme président du conseil régional du Grand Est                                          |
|     | Michèle Lutz (1958- )      | Photo de Michèle Lutz      | 20 octobre 2017  | En cours          | LR DVD            | Ancienne exploitante d'un salon de coiffure Première adjointe (2014 → 2017) 7e vice-présidente de M2A (2023 → ) Réélue pour le mandat 2020-2026 |

### Sources
- Bernard Fischbach, Ces maires qui ont fait Mulhouse, Éditions du Rhin, 1983
- André Heckendorn, Mulhouse, une ville, trois maires, Journal des Ménagères, Mulhouse, 2001
- Louis Schoenhaupt, L'Hôtel de Ville de Mulhouse, Mulhouse, 1892
- Ernest Meininger, Histoire de Mulhouse depuis ses origines jusqu'à nos jours, 1923
- Richard Wagner, La vie politique à Mulhouse de 1870 à nos jours, Mulhouse, 1976